# Chloriona thyestes
Chloriona thyestes är en insektsart som först beskrevs av George Willis Kirkaldy 1907.  Chloriona thyestes ingår i släktet Chloriona och familjen sporrstritar. Inga underarter finns listade i Catalogue of Life.